# Organizacija Ugovora o zajedničkoj sigurnosti
Organizacija Ugovora o zajedničkoj sigurnosti međunarodna je organizacija vojno-političke prirode koju su 1992. osnovale pojedine članice bivšeg SSSRa. Oružani napad protiv jedne ili više članica smatra se napadom na sve članice. Članovi organizacije su:
- Rusija
- Kazahstan
- Tadžikistan
- Kirgistan
- Bjelorusija
- Armenija

Bivše članice:
- Gruzija do 1999. (planira pristupiti NATO)
- Azerbajdžan do 1999.
- Uzbekistan do 2012.

## Snage za brzu reakciju
Tijekom 2009. godine Organizacija Ugovora o zajedničkoj sigurnostii je osnovala svoje snage za brzu intervenciju (ruski jezik:Коллективные силы оперативного реагирования (KSOR, ruski KCOP) čiji cilj je borba protiv ograničenog vojnog napada na bilo koju članicu ove skupine. Vojne jedinice uključene u ovu snagu su:
- Rusija
  - 98. gardijska desantna divizija s bazom u gradu Ivanovo;
  - 31. gardijska zračnodesantna brigada iz Uljanovskog;
- Kazahstan
  - 37. zračnodesantna brigada iz Taldikorgana;
  - mornarička bojna;
- Bjelorusija
  - specijalna brigada;
- Armenija
  - pješačka bojna;
- Kirgistan
  - pješačka bojna;
- Tadžikistan
  - pješačka bojna.

## Kontroverza
Tijekom Revolucije u Kirgistanu Bjelorusija je žestoko kritizirala ovu organizaciju kao i Šangajsku organizaciju za suradnju jer po njezinom službenom mišljenju kakva je korist od vojne organizacije ako krv teče ulicama jedne njene članice u kojoj se istovremeno događa protuustavni državni udar, a ona ostaje bez komentara

## Vanjske poveznice
- Webstranica organizacije